# Alexander Sarkissian
Alexander Sarkissian (Glendale, 3 de abril de 1990) es un tenista profesional de Estados Unidos.

## Carrera
Su mejor ranking individual es el Nº 175 alcanzado el 29 de febrero de 2016, mientras que en dobles logró la posición 696 el 22 de junio de 2015.
No ha logrado hasta el momento títulos de la categoría ATP ni de la ATP Challenger Tour.

Es un jugador que manipula las casas de apuestas sacando ventaja en los partidos y finalmente bajando su nivel para perder. ***Fuente?